# Conflito em Dongo
Conflito em Dongo foi um conflito armado centrado na cidade de Dongo, na margem esquerda do rio Ubangui, no território de Kungu, no distrito de Ubangui do Sul, na República Democrática do Congo. Os combates começaram no final de outubro de 2009 como um conflito entre membros de duas comunidades pelo acesso a lagos de pesca: as aldeias (Enyele e Monzaya) são da mesma tribo (os Lobalas). Até 22 de dezembro de 2009, mais de 168.000 pessoas haviam fugido de suas casas, muitas delas para a vizinha República do Congo.